# Lišáci, Myšáci a Šibeničák
Lišáci, Myšáci a Šibeničák (littéralement en français Les Renards, les Souris et la Potence), est un film tchécoslovaque réalisé par Věra Plívová-Šimková, sorti en 1979.

## Synopsis
Les enfants d'un village, au pied d'une colline, ont pour chef Jožan (Zdenek Tuma), surnommé le fils du fossoyeur. Mais, un nouveau garçon, Olda (Jan Kraus), surnommé Mouse, a emménagé dans le village. Grâce à son père, chef de la coopérative du village, il a accès aux chevaux de la coopérative, qu'il peut monter librement et qu'il soigne avec enthousiasme. Tous les garçons qui veulent faire un tour deviennent membres du gang des Souris et le fils du fossyeur se retrouve seul. Barborka, la fille du garde-chasse et sa petite amie platonique, est la seule à rester avec lui. Mouse profite de sa domination et force les garçons de son gang à intimider le fils du fossoyeur.

## Distribution
- Zdeněk Tůma : Zrzek (Jožan), le fils du fossoyeur
- Jan Kraus : Myšák (Olda)
- Milan Bokeš : Dýmaček
- Vladimír Rieger : Vincek
- Zdeněk Matys : Gusta
- Blažena Hendrychová : Barborka, la fille du garde-chasse
- Kateřina Šimková : Maruška
- Šárka Nováková : Lipka
- Toník Šimek : Malý
- Luděk Kučera : Fanda
- Jiří Hartman : le garde forestier
- Vladimír Ptáček : le père de Myšák, président de la coopérative
- Miloš Bílek : le père de la rousse, le fossoyeur
- Slávka Hubičková : la mère de la rousse
- František Pacholík : le grand-père
- Yveta Buriánková : Kačka
- Alena Hartychová : Andula
- Bohumil Koška : le vétérinaire